# Fláatindur
Fláatindur är en bergstopp i republiken Island. Den ligger i regionen Austurland, 300 km öster om huvudstaden Reykjavík. Toppen på Fláatindur är 905 meter över havet.
Trakten runt Fláatindur är nära nog obefolkad, med mindre än två invånare per kvadratkilometer. Det finns inga samhällen i närheten. Trakten runt Fláatindur består i huvudsak av gräsmarker.